# Henry Bird
Henry Edward Bird (Portsea en Hampshire, 14 de julio de 1829 - 11 de abril de 1908) fue un jugador de ajedrez, autor y contador británico. Es uno de los jugadores más brillantes y originales de la Inglaterra del siglo XIX y uno de los representantes más sólidos de la escuela romántica de ajedrez. Escribió los libros Chess History and Reminiscences y An Analysis of Railways in the United Kingdom.
Aunque Bird era un contador en ejercicio, no un ajedrecista profesional, se ha dicho que "vivía para el ajedrez y jugaba con cualquiera en cualquier lugar, en cualquier momento y bajo cualquier condición".

## Juego en torneos
A los 21 años, Bird fue invitado al primer torneo internacional de la historia, Londres, 1851 (eliminado en primera ronda por Bernhard Horwitz). También participó en torneos celebrados en Viena y Nueva York. En 1858 perdió una partida contra Paul Morphy a los 28 años, pero jugó ajedrez de alto nivel durante otros 50 años. En el torneo de Nueva York de 1876, Bird recibió el primer premio a la brillantez jamás otorgado, por su partida contra James Mason.

## Legado
Fue Bird quien popularizó la apertura de ajedrez ahora llamada apertura Bird (1.f4), así como la defensa Bird contra la apertura española (1.e4 e5 2.Cf3 Cc6 3.Ab5 Cd4). La apertura Bird se considera sólida, aunque no es el mejor intento para obtener una ventaja de apertura. La defensa Bird contra la apertura española se considera un poco inferior, pero "capciosa".
En 1874 Bird propuso una nueva variante del ajedrez, que jugaba en un tablero de 8 × 10 y contenía dos nuevas piezas: guardia (combinando los movimientos de la torre y el caballo) y el escudero (combinando el alfil y el caballo). El ajedrez de Bird inspiró a José Raúl Capablanca a crear otra variante de ajedrez, el ajedrez de Capablanca, que se diferencia del ajedrez de Bird solo por la posición inicial.